# France Arhar
Dr. France Arhar (* 24. dubna 1948, Lublaň) je slovinský právník, bankéř a politik.

## Životopis
Narodil se v Lublani. V roce 1971 promoval na Právnické fakultě Univerzity v Lublani, v roce 1976 získal titul magistra a v roce 1983 doktorát. V letech 1971 až 1988 pracoval v Bance Slovinska jako vedoucí devizového oddělení a náměstek guvernéra. V období let 1988 až 1991 působil ve frankfurtské LHB Bance. Od 1. dubna 1991 zastával funkci guvernéra slovinské centrální banky. V této funkci ho v roce 2001 vystřídal Mitja Gaspari.
Již na přelomu let 1996 až 1997 se o Arharovi v kuloárech mluvilo jako o předsedovi sjednocené Slovinské lidové strany, který by ve funkci premiéra mohl vystřídat Janeze Drnovšeka. Když pak po spojení slovinských lidovců a křesťanských demokratů opustila spojená SLS+SKD vládu, chtěla pravice do funkce premiéra právě Arhara, který nabídku odmítl. Premiérem se poté na několik měsíců stal ekonom Andrej Bajuk. V roce 2002 neúspěšně kandidoval na prezidenta, v roce 2006 pak na starostu Lublaně.
V letech 2001 až 2003 byl předsedou představenstva slovinské Vzájemné zdravotní pojišťovny a od roku 2003 je předsedou představenstva UniCredit Banky Slovinsko.
U příležitosti desátého výročí slovinské nezávislosti obdržel Zlatý řád svobody Slovinské republiky za vynikající zásluhy při zavádění a provádění slovinského monetárního systému po získání nezávislosti.